# Bolitophila aperta
Bolitophila aperta är en tvåvingeart som beskrevs av Lundstrom 1914. Bolitophila aperta ingår i släktet Bolitophila och familjen smalbensmyggor. Arten är reproducerande i Sverige. Inga underarter finns listade i Catalogue of Life.